# Pianoconcert nr. 3 (Williamson)
Malcolm Williamson componeerde zijn Pianoconcert nr. 3 in 1962 in Londen.
Het werk is geschreven in opdracht van de Australian Broadcasting Commission naar aanleiding van het klein succes van zijn voorgaande pianoconcerten en zijn Sinfonia concertante. Zijn tweede pianoconcert voor piano en strijkinstrumenten won nog een prijs in thuisland Australië. De eerste uitvoering van het derde pianoconcert vond plaats op 1 juni 1964 door John Ogdon en het Sydney Symphony Orchestra onder leiding van Joseph Post. Een eerdere uitvoering werd geannuleerd vanwege ziekte van beoogd solist Philippe Entremont. Een latere uitvoering vond plaats op 20 november 2001 met solist Piers Lane, begeleid door het BBC Concert Orchestra onder leiding van Christopher Austin. Het werd toen gespeeld in het kader van de viering van de 70-ste verjaardag van de componist.

## Muziek
In tegenstelling tot de klassieke indeling voor concerten heeft het geen drie- maar een vierdelige structuur:
1. Allegro (Toccata)
2. Allegretto (Scherzo)
3. Molto largo e cantando
4. Ben Allegro

Het concert doet in de verte nog denken aan zijn orgelconcert, maar is veel meer op klassieke leest geschoeid. De gejaagdheid is verdwenen en heeft plaatsgemaakt voor wat eigenaardige ritmen zoals de 10/16-maatindeling in deel 2. Hier en daar zijn wat ritmen ingevoerd die terugvoeren naar de Caraiben, maar meestentijds is er sprake van een klassiek klinkend pianoconcert.

## Orkestratie
- 1 piano
- 2 dwarsfluiten, 2 hobo waarvan 1 ook althobo, 2 klarinetten waarvan ook 1 basklarinet, 2 fagottens,
- 4 hoorns, 2 trompettens, 2 tenortrombones, 1 bastrombone, 1 tuba,
- 1x pauken, percussie (waaronder kleine trom, triangel en bekkens)
- violen, altviolen, celli en contrabassen

## Discografie
Van het werk zijn in 2017 slechts twee opnamen bekend:
- Uitgave LYRITA: de componist als solist met het London Philharmonic Orchestra onder leiding van Leonard Dommett in een opname van februari 1974, opgenomen in Londen, Kinsway Hall.
- Uitgave Hyperion: Piers Lane, begeleid door het Tasmanian Symphony Orchestra onder leiding van Howard Shelley in een opname van april 2013, opgenomen in Hobart, Federation Hall